# Пећина Кромањон
Кромањон је пећина у Дордоњи, у Француској где су 1868. године, пронађени остаци скелета из периода млађег палеолита. Најбоље очувана лобања позната је под именом „лобања старца из Кромањона” и представља први налаз кромањонца, врсте Homo sapiens sapiens.